# أحمد طه العزوز

صدام حسين وأحمد طه العزوز

أحمد طه العزوز السامرائي هو سياسي عراقي سابق. شغل عضوية قيادة لقطر العراق لحزب البعث للفترة من فبراير 1964 إلى أكتوبر 1965. وقد كان له دور في انتشار حزب البعث في العراق.
عندما اشترك صدام حسين بمحولة اغتيال عبد الكريم قاسم، كان أحمد طه عزوز ضمن المجموعة التي نفذت محاولة الاغتيال، وهو من رشح صدام حسين للمشاركة في هذه العملية، كما ساهم بمعالجته من الإصابة، وقد هرب صدام حسين إلى سامراء واختبأ في بئر عند أحمد طه عزوز الذي ساعده بالهرب إلى سوريا ومن ثم إلى مصر. حوكم أحمد طه العزوز في محكمة الشعب، لكن عبد الكريم قاسم عفى عنه لاحقا.
بعد ثورة 8 شباط 1963، عين صدام حسين وآحمد طه العزوز عضوين في المكتب الفلاحي التابع للحزب. وكان أحمد طه العزوز وصدام حسين وطارق عزيز وحسن حاج وداع ووداي العطية وآخرون يعملون مخبرين ينقلون ما كان يدور في الاجتماعات والمؤتمرات الحزبية إلى رئيس الوزراء في حينها أحمد حسن البكر ورئيس الجمهورية عبد السلام عارف ورئيس الوزراء لاحقا طاهر يحيى، حيث كانوا على خلاف مع علي صالح السعدي الذي كان أمين سر الحزب ونائب رئيس الوزراء ووزير الإعلام.
بعد وصول صدام حسني إلى منصب رئيس الجمهورية، قضى أحمد طه العزوز جل سنواته السجن.
ترأس أحمد طه العزوز تنظيم الجبهة الديمقراطية الموحدة السرية التي كانت تضم قياديين وضباطا بعثيين كانوا يعدون للانقلاب على نظام صدام حسين عام 1997، فصدر بحقه حكم بالإعدام خففه صدام إلى المؤبد لأنه كان قد ساعده على إخراج رصاصة من ساقه لدى إصابته خلال مشاركته في محاولة اغتيال عبد الكريم قاسم عام 1959.
كما يذكر أن أحمد طه العزوز قد أعدم بسبب رسالة من وفيق السامرائي الذي كان معاون مدير الاستخبارات لشؤون إيران والشمال في سنة 1988 تذكر أن مجموعة من السوامرة (السامرائيين) ومن قدماء البعثيين يتحدثون عن صدام حسين بسوء.

## روابط خارجية
- صورة للمتهمين بمحاولة اغتيال الزعيم عبد الكريم قاسم في قفص الاتهام بضمنهم أحمد طه العزوز